# Tweede Jacob van Campenstraat
De Tweede Jacob van Campenstraat is een straat in Amsterdam-Zuid, De Pijp. De straat loopt van west naar oost. Ze begint aan de Eerste van der Helststraat en lost op in de Gerard Doustraat, hoek Eerste Sweelinckstraat. Die kruising staat bekend als een van de taartpunten van die buurt. Naamgever van de straat is architect Jacob van Campen.
De straat kwam voort uit de Jacob van Campenstraat die hier eind 19e eeuw werd aangelegd. Een van de eerste gebouwen die hier zichtbaar waren, was de metaalfabriek met de voorgevel aan de Stadhouderskade 80. Die fabriek had een achtergevel aan de Jacob van Campenstraat. Bij de brand in 1931 ging het gehele gebouw verloren. Op die plaats verscheen een gebouw van VANA-supermarkten. Weer later kwam daar een kantoorgebouw voor in de plaats. Tegenover die fabriek kwam een woonblok van architect Daniël Jean Sanches te staan. Het blok bestond uit een zestigtal woningen, uniek voor die buurt destijds; de meeste gebouwen werden een voor een neergezet, dit is een blok (zie foto). Aan de overzijde verrees ook een bijzonder gebouw; het heeft ingangen zowel aan de voor- als achtergevel, het betreffen zogenaamde halve woningen.
De toevoeging "Tweede" ontstond door de uitbreiding van de Heineken Brouwerij (Amsterdam). Deze was van oorsprong alleen gevestigd aan de Stadhouderskade, maar werd in de loop steeds uitgebreid. Het stukje Jacob van Campenstraat werd daarbij steeds meer een “binnenweg” van de brouwerij (1930) Er heeft vervolgens een ruil plaatsgevonden. Heineken stond het gebouw en terrein van café “De Bisschop” (toen al rijp voor sloop) aan de Dam af en mocht het belendende weggedeelte toevoegen aan zijn terrein. De Jacob van Campenstraat, van oorsprong beginnend aan de Boerenwetering werd zodoende in tweeën geknipt. De Eerste Jacob van Campenstraat en Tweede waren een feit. Een principe dat in De Pijp vaker werd toegepast bij de aanleg van het Sarphatipark.
Bijzonderheden in de straat:
- Tweede Jacob van Campenstraat 2-86, gemeentemonument
- Tweede Jacob van Campenstraat 87-89, gemeentemonument
- beeld Nachtwacht op de hoek met de Eerste van der Helststraat
- Tweede Jacob van Campenstraat 148-150, een taartpunt